# 고원탄광선
고원탄광선(高原炭鑛線)은 함경남도 고원군에 있는 조선민주주의인민공화국의 철도노선이다. 둔전역과 장동역을 연결한다. 고원탄광선이라는 이름은 과거 이지역이 고원군의 일부여서 이 이름이 붙었다.

## 노선 정보
- 구간과 거리 : 둔전역~장동역 19.6km
- 역 수 : 4개(양단역 포함)
- 궤도 간격 : 1435mm(표준궤)
- 전철화 구간 : 전 구간(직류 3000V)
- 복선 구간 : 없음

## 역 목록
| 역이름     | 영업 거리 (km) | 접속노선 | 소재지          |
| ---------- | -------------- | -------- | --------------- |
| 둔전(屯田) | 0.0            | 평라선   | 함경남도 고원군 |
| 수동(水洞) |                |          | 함경남도 고원군 |
| 덕사(德寺) |                |          | 함경남도 고원군 |
| 장동(長洞) |                |          | 함경남도 고원군 |

## 참고 문헌
- 고쿠부 하야토(国分隼人), 《将軍様の鉄道 北朝鮮鉄道事情》, 新潮社, 2007, ISBN 978-4-10-303731-6